# Pyrus cordata
El peral silvestre atlántico (Pyrus cordata) es una especie de peral originario de la fachada atlántica de Francia y la península ibérica, y en algunos pocos setos vivos de Inglaterra.

## Descripción
Tiene forma arbustiva y espinos; crece normalmente de unos 2 a 3 m. Las hojas son redondeadas, de 4 cm de largo, de color verde más lustroso en el haz que en el envés. Las flores se abren entre las hojas jóvenes verde fresco, son blancas, con cinco pétalos, y sus estambres carmesíes le dan un aspecto rosáceo. El fruto es muy pequeño y amargo.

## Distribución
El peral silvestre atlántico tiene una distribución atlántica y se encuentra en Europa Occidental en Francia (en particular en Bretaña), España (en particular en Galicia), Portugal y con una pequeña presencia en el Reino Unido (en Devon y Cornwall) donde ahora se cree que es un arqueofito.

## Usos
Ampliamente usado en Galicia como patrón para injertar peral europeo y últimamente también para peral asiático. Muy buena afinidad con ambos tipos de perales. Confiere cierto enanismo al árbol resultante, lo que unido a su buen anclaje y adaptabilidad tanto a terrenos secos como húmedos le convierte en un serio competidor del membrillo como patrón.

## Taxonomía
Pyrus cordata fue descrita por Nicaise Augustin Desvaux y publicado en Observations sur les Plantes des Environs d'Angers 152–153, en el año 1818.
Sinonimia

## Nombre común
- Castellano: peral, avuguero, espino negral, carupero, peretero.[4]